# Roberto Copernico
Roberto Copernico (Malalbergo, 11 dicembre 1904 – Torino, 15 settembre 1988) è stato un allenatore di calcio e dirigente sportivo italiano.

## Carriera

### Club
Si avvicinò all'ambiente calcistico grazie al negozio di abbigliamento di sua proprietà, frequentato da importanti giocatori degli anni quaranta.
Divenuto consigliere del presidente del Torino Ferruccio Novo, fu tra i fautori della scelta tecnica di passare dal metodo al sistema.
Nella stagione 1947-1948 fu nominato direttore tecnico del club granata, con Mario Sperone allenatore; la squadra conquistò il campionato con sedici punti di vantaggio sulle seconde, realizzando 125 reti e subendone appena 33. Va ricordato il match Torino-Alessandria 10-0, ancora oggi record della Serie A per la vittoria in casa con maggiore scarto di gol.
All'indomani della tragedia di Superga, fu chiamato, con Oberdan Ussello allenatore, sulla panchina dei granata per portare a termine il campionato, con lo scudetto già assegnato d'ufficio al Torino.
Nella stagione 1949-1950, affiancato come allenatore da Giuseppe Bigogno, portò a Torino gli svedesi Pär Bengtsson e Åke Hjalmarsson, i quali tuttavia offrirono un rendimento inferiore alle attese. Ciò nonostante, la squadra ottenne un buon sesto posto in classifica.
La stagione successiva i risultati furono molto peggiori, e dopo diciotto giornate di campionato lasciò l'incarico.
Tornò al Torino nel corso della stagione 1951-1952 con il ruolo di direttore sportivo, di nuovo con Ussello come allenatore, per risollevare le sorti della squadra, relegata in zona retrocessione. La salvezza fu raggiunta all'ultima giornata, grazie al pareggio contro l'Udinese.
Confermato anche per l'annata 1952-1953, si dimise il 23 ottobre 1952, dopo sei giornate di campionato.
Nella stagione 1954-1955 passò alla Lazio ancora come direttore tecnico, creando un duo con l'inglese George Raynor allenatore, che non evitò alla squadra romana un 12º posto in classifica. La stagione successiva fu riconfermato, con allenatore Luigi Ferrero, ma a stagione in corso i due si dimisero, sostituiti poi da Jesse Carver.

### Nazionale
Nel 1949, dopo le dimissioni di Vittorio Pozzo, fu parte, con Ferruccio Novo, Aldo Bardelli e Vincenzo Biancone, della Commissione Tecnica Federale che allenò la Nazionale italiana fino ai Mondiali in Brasile del 1950, sia pure per un breve periodo.
Copernico è stato sepolto nel Cimitero Parco di Torino.

## Palmarès

### Direttore tecnico
- Campionato italiano: 1

Torino: 1947-1948